# 雀类
雀类（學名：Passerea）是鳥綱今顎下綱新鳥類的一個演化支，由賈維斯等人在2014年所建議，一般定義為包含了一群比鴿形目更接近雀形目的鳥類。

## 分類
本演化支通常包含了陸鳥類及水濱鳥類，另外鹤形目、夜鳥類等在新鳥類的演化位置還未有一致的結論。